# Alexandr (Zajcev)
Alexandr (rodným jménem: Alexandr Anatoljevič Zajcev; * 13. května 1969, Volgograd) je duchovní ruské pravoslavné církve a biskup plesecký a kargopolský.

## Život
Narodil se 13. května 1969 ve Volgogradu.
Základní a středoškolské vzdělání získal ve Frolovu a v letech 1987–1989 sloužil v řadách ozbrojených sil SSSR. V roce 1991 absolvoval Rostovskou uměleckou školu.
V letech 1992–1996 pracoval v Rostovské eparchiální správě. Vypomáhal v různých službách např. jako čtec, sexton nebo také jako katecheta a roku 1993 se stal hypodiakonem.
Roku 1995 dokončil studium na Rostovské eparchiální duchovní škole a stal se učitelem na eparchiálním gymnáziu. Po pěti letech vstoupil do Uspenského monastýru v Tichvinu a zde byl postřižen na monacha s mnišským jménem Alexandr, na počest svatého Alexandra Něvského. Dne 28. srpna 2000 byl rostovským metropolitou Vladimirem vysvěcen na hierodiakona a 4. března 2001 na hieromonacha. Poté započal svá studia teologie a roku 2013 dokončil studium na Petrohradském duchovním semináři a následně na Petrohradské duchovní akademii.
V lednu roku 2017 byl zařazen do eparchie Gatčina a stal se vedoucím administrativního oddělení eparchie.
Dne 9. března 2017 byl Svatým synodem zvolen biskupem pleseckým a kargopolským a o tři dny později stejného roku byl povýšen na archimandritu. Dne 8. dubna proběhlo oficiální jmenování a 30. dubna byl patriarchou Kirillem vysvěcen na biskupa.

## Vyznamenání
- 1999 – Medaile sv. Dimitrije Rostovského (eparchie rostovská)
- 2019 – Řád Ct. Serafima Sarovského III. třídy